# Ascania (schip, 1925)

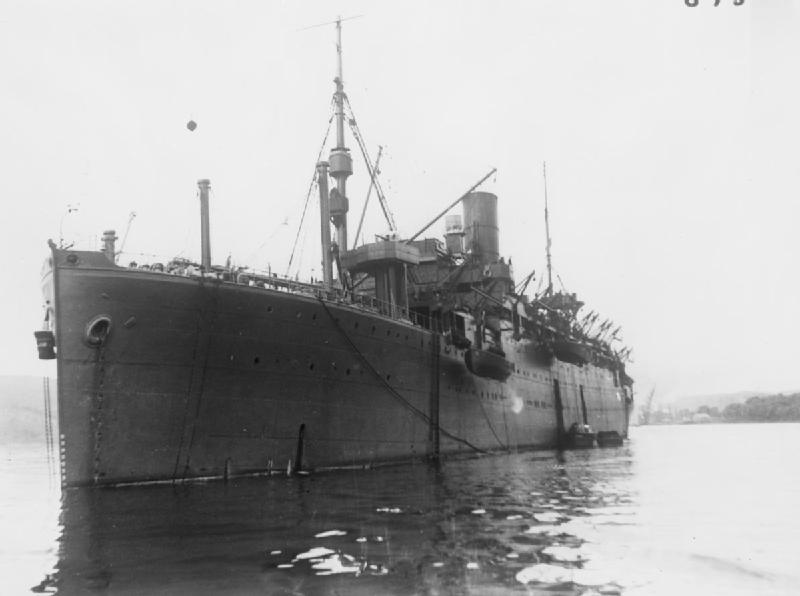

RMS Ascania II was het vijfde van de zes "A"-liners van de rederij Cunard Line. Het schip werd eind 1923 te water gelaten, maar de voltooiing ervan liep uitstel op en het begon zijn eerste reis, van Londen naar Montreal, pas op 22 mei 1925.
Het schip bleef deze route bevaren tot 1939, waarna het een bewapend koopvaardijschip werd. Later werd het omgebouwd tot landingsvaartuig en nam het deel aan de invasie van Sicilië en de landing bij Anzio in 1943.
Na de oorlog kwam het schip weer voor Cunard in de vaart en bevoer de route Liverpool - Halifax tussen 1947 en 1949. Na een verbouwing in 1950 werd het ingezet op de route Liverpool - Montreal.
Tijdens de Suezcrisis werd het schip opnieuw voor militaire doeleinden gebruikt, voor troepenvervoer. In 1957 werd het schip gesloopt.